# SN 2010gq
SN 2010gq – supernowa typu II odkryta 21 lipca 2010 roku w galaktyce M+00-01-58. W momencie odkrycia miała maksymalną jasność 16,80m.